# Before We Were So Rudely Interrupted
Before We Were So Rudely Interrupted è un album in studio del gruppo rock inglese The Animals, pubblicato nel 1977 a nome The Original Animals in occasione della reunion del gruppo.

## Tracce
Side 1
1. Brother Bill (The Last Clean Shirt) (Jerry Leiber, Mike Stoller, Clyde Otis) - 3:18
2. It's All Over Now, Baby Blue (Bob Dylan) - 4:39
3. Fire on the Sun (Shaky Jake) - 2:23
4. As the Crow Flies (Jimmy Reed) - 3:37
5. Please Send Me Someone to Love (Percy Mayfield) - 4:44

Side 2
1. Many Rivers to Cross (Jimmy Cliff) - 4:06
2. Just a Little Bit (John Thornton, Ralph Bass, Earl Washington, Piney Brown) - 2:04
3. Riverside County (Eric Burdon, Alan Price, Hilton Valentine, Chas Chandler, John Steel) - 3:46
4. Lonely Avenue (Doc Pomus) - 5:16
5. The Fool (Sanford Clark) - 3:24

## Formazione
- Eric Burdon – voce
- Alan Price – tastiere
- Hilton Valentine – chitarra
- Chas Chandler – basso
- John Steel – batteria